# 스티브 발머

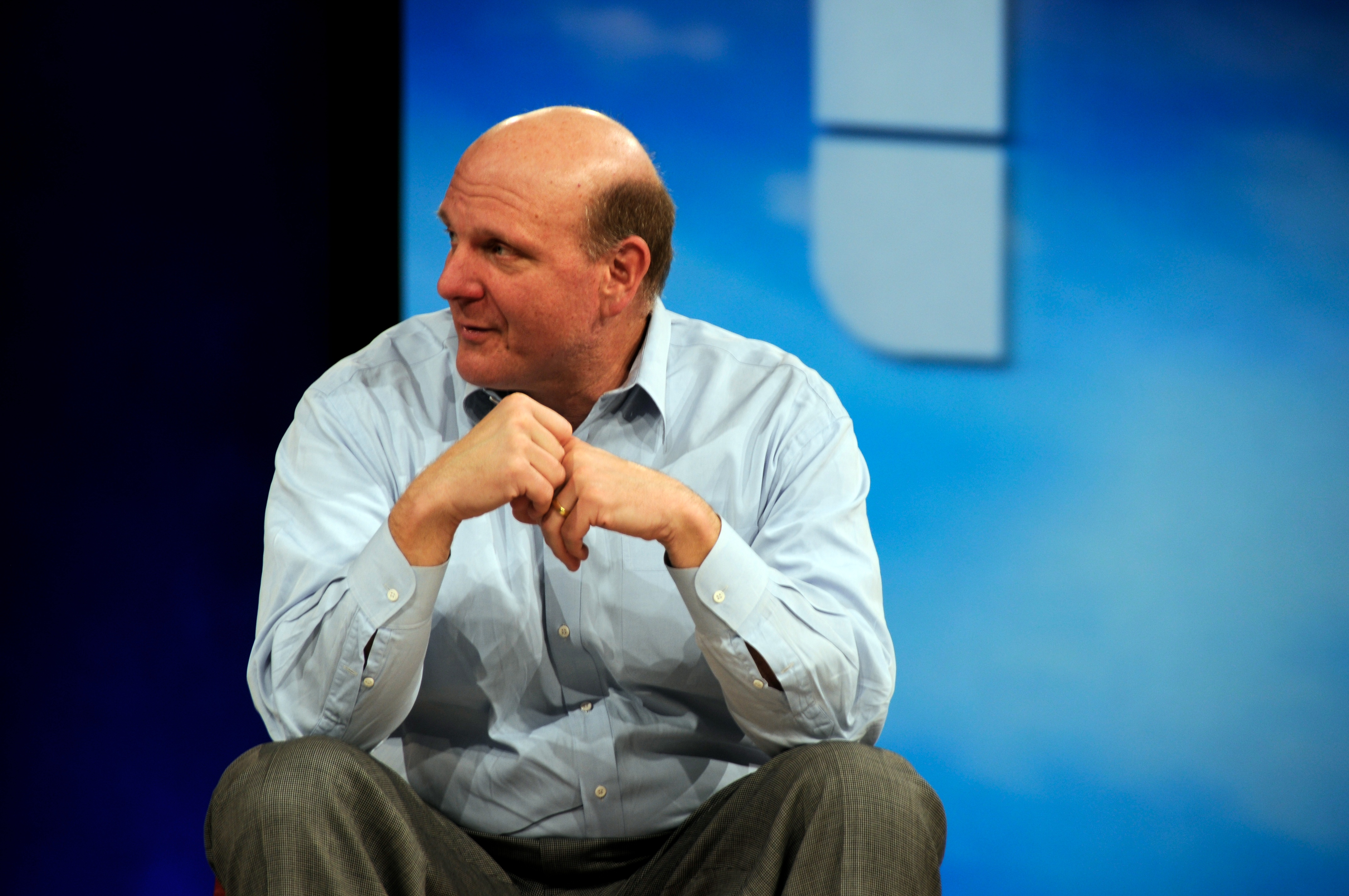

스티븐 앤서니 "스티브" 발머(영어: Steven Anthony "Steve" Ballmer)는 미국의 사업가이며, 현재 NBA 로스앤젤레스 클리퍼스 구단주이다. 2014년 2월 이후로 마이크로소프트사의 이사로 일하고 있다. 스톡 옵션 기반의 미국 달러로 백만장자가 된 로버토 고이주에타(Roberto Goizueta)에 이어 발머는 2위를 차지하였다. 또, 그는 회사의 창립자도, 창립자의 친척도 아니었다. 포브스 2008 세계에서 가장 부유한 사람들 순위에 따르면, 발머는 세계에서 43위로 부유한 것으로 밝혀졌으며, 150억 달러의 재산을 가지고 있다고 하였다.
1980년에 처음 입사하여, 1998년에 회장 자격으로 승격한 바 있다. 스탠퍼드 경영대학원을 중도에 나와 마이크로소프트에 입사하였다.
2013년 9월 28일, 스티브 발머는 모바일 시장에 대한 뒤늦은 대처, 윈도우 8 판매 부진 등 실망스런 성과로 은퇴 압박을 받아왔고 마침내 은퇴식을 열고 공식적으로 회사에서 물러났다. 회사내에서 후계자가 지목되지 못해 불가피하게 일을 맡은 것에 대해 비판을 받으며, 사티아 나델라에게 자리를 넘겨주었다.

## 가족
2006년 10월 2일에 발머는 스위스 로센의 명예 시민상을 받았다. 그의 아버지 프레데릭 발머(Frederick Ballmer)는 "핸스 프레드릭 발머"란 이름으로 23세에 미국으로 이민을 갔으며, 같은 시의 시민이었다. 그의 아버지는 포드 자동차 회사의 관리자로 일한 바 있다.
발머는 마이크로소프트에서 홍보부에서 일하던 코니 스나이더(Connie Snyder)와 결혼하였으며, 아이는 세 명이 있다.

## 경력

### 마이크로소프트 입사 전
1956년 3월 24일, 발머는 미시간주에서 스위스인 아버지와 유대인태생 어머니 사이에서 태어났다. 그는 1973년에 디트로이트 사립 통학제 학교에서 졸업한 후 하버드 대학에 입학하여 수학과 경제학을 전공하였다. 하버드 대학에 있는 동안 그는 빌 게이츠와 절친한 포커 친구로 지냈고, 프록터 앤드 갬블사에 취직해 현 GE CEO인 제프리 이멜트와 2년동안 생산과 보조 매니저로 일하였다. 그 후 발머는 스탠포드 대학교 경영대학원에 입학하였으나, 마이크로소프트에 입사하기 위해 1980년에 자퇴하였다.

### 마이크로소프트
발머는 빌 게이츠의 요청을 받고 1980년 6월 11일에 마이크로소프트에 입사하였다. 입사 이후 발머는 운영체제 개발 부서, 운용 부서, 판매 및 고객 지원 부서를 담당하였다. 2000년에 발머는 공식적으로 회사 CEO로 승진되었다. 그 후 기술보다는 비즈니스 쪽에 밝은 발머는 회사의 재정운용을 주로 담당하였고 빌 게이츠는 회사의 향후 발전 방향을 제시하는 일을 담당하였다.
2003년, 발머는 그가 가진 마이크로소프트 주식의 8.3%를 매각, 현재 마이크로소프트의 4%를 소유하고 있다. 그와 동시에 그는 회사 스톡 옵션 제도(이 제도 덕분에 마이크로소프트에 1980년대 초에 입사한 사원들은 백만장자가 될 수 있었다.)를 대폭 수정하였다.

## 대인 관계

### 유명한 비디오 몇 가지
스티브 발머는 무대에서 많은 돌발행동을 한 것으로 유명하다. 그걸 촬영한 비디오 중 가장 유명한 것은 춤추는 원숭이같은 아이(Dancing monkey boy)라는 제목의 비디오로, 이 비디오에서 발머는 45초 동안이나 단상을 이리저리 뛰어다니며 "끼야호-!"하며 비명을 지른다. 그 다음으로 유명한 비디오는 개발자들(Developers)이라는 비디오인데, 이 비디오에서 발머는 땀에 흠뻑 젖은채로 "개발자들!"이라는 단어를 무려 14번동안이나 외친다. 다른 유명한 비디오로는 발머가 헝가리 부다페스트의 한 대학에 방문하여 연설할 때 찍은 것이 있는데, 한 대학생이 발머에게 계란을 던지기 시작하자 발머가 책상 뒤로 황급히 숨는다는 내용의 비디오이다. 이 비디오는 CNN에서도 소개되었다.

### 경쟁상대와의 관계

#### 빌 게이츠
발머와 빌 게이츠는 대학 시절부터 절친한 친구 관계였으나, 발머가 2000년에 CEO로 승진된 이후부터 관계에 금이 가기 시작하였다. 둘 사이에 벌어지는 언쟁은 주로 "누가 회사에서 더 높은 위치에 있는가"에 관한 것으로, 월 스트리트 저널에 의하면 이 분쟁은 곧잘 심각한 수준으로 발전하였다 한다.

#### 오픈소스진영
발머는 경쟁회사와 제품들에 극단적으로 반대하는 것으로 널리 알려져있다. 하루는 리눅스 시스템에 대해 "지적 재산권이라는 다른 세포에 들러붙는 암세포 같은 존재"라고까지 하였다 한다. 발머가 이 이야기를 한 이유는 모든 프로그램이 결국엔 오픈소스로 될 것을 두려워했기 때문이라고 한다.

#### 루코프스키와구글
마크 루코프스키가 2005년 워싱턴주 법원에서 한 증언에 따르면, 그가 마이크로소프트를 떠나 구글에 입사하겠다고 하자 발머는 굉장히 화가 난 나머지 사무실 의자를 집어 루코프스키에게 던졌다 한다. 그 후 발머는 구글 CEO 에릭 슈미트에 대해 "이 젠장할 에릭 슈미츠, 그 자식 묻어버릴거야! 난 이미 해본적이 있거든. 다시 해보이지! 그 젠장할 구글을 죽여버리겠어."라고 말했다 한다. 이 말을 한 후 발머는 루코프스키에게 마이크로소프트에 남도록 다시 설득하기 시작했다고 한다.
이 말을 들은 발머는 "지나치게 과장되었다"며 부인하였다.

## 관련 미디어
- Bad Boy Ballmer : The Man Who Rules Microsoft (2002) - 프레드릭 앨런 맥스웰 (비공식 전기)
- 1999년의 다큐드라마 《실리콘 밸리의 해적들》에서는 발머가 두 주인공 중 한 명으로 나와 이야기를 이끌어간다.
- 마이클 맥코비는 발머가 "지나치게 생산적"이라고 하였지만, 그런 발머 덕분에 빌 게이츠가 큰 아이디어에 전념할 수 있는 것이라 평하였다.

## 같이 보기
- 로스앤젤레스 클리퍼스
- 샌디에고 클리퍼스
- KIA 포럼
- 인튜이트 돔